# Wall Street
Wall Street er en gade på Manhattan i New York. Wall Street ligger i et område der huser vigtige finansielle institutioner, New Yorks børs ligger f.eks. på hjørnet af Wall Street og Broad Street, hvorfor Wall Street ofte benyttes som synonym for den finansielle industri i USA.

## Navnet
Det nederlandske gadenavn Wallstraat opstod, da fjendtlighetene mellem England og Nederland nåede sådanne højder, at de nederlandske kolonister på Manhattan i 1652 fandt det klogest at rejse en vold som bymur. Denne kostede dem 5.000 guilders og var konstrueret af planker og jord, 2.340 fod lang og ni fod høj. Den var kronet med kanoner og beliggende mellem to porte, den ene på hjørnet af Wall Street og Pearl Street, den anden på Wall Street og Broadway. Den var bygget over tidligere fæstningsvolde, rejst med tanke på mulige angreb fra indianere og pirater. Arbejdet med at rejse væggen blev sandsynligvis udført af slaver. Efter omkring 50 år var den forfaldet, og blev udbedret i 1693, denne gang af frygt for en fransk invasion. Den blev endelig nedrevet i 1699.

## Bombeangrebet i 1920
16. september 1920 kl 12 middag eksploderede en bombe i en hestevogn - omkring 45 kg dynamit - udenfor J.P. Morgans bygning i Wall Street nr 23. 30 mennesker døde på stedet, mens 8 døde af skaderne på et senere tidspunkt. Kusken klarede at flygte, hvad der besværliggjorde sagens opklaring. FBI fandt aldrig ud af, hvem der var ansvarlig for attentatet, men sandsynligvis var det de anarkister, der havde stået bag en serie attentater i USA i 1919, angiveligt en gruppe kendt som galleanisterne, dvs. italienske anarkister, der var tilhængere af Luigi Galleani. Galleani var nylig udvist, og bomben kan have været ment som en hævn for det, skønt de fleste af de omkomne var bybud og stenografdamer.